# Gargazzone (przystanek kolejowy)
Gargazzone (wł. Stazione di Gargazzone, niem: Bahnhof Gargazon) – przystanek kolejowy w Gargazon (wł. Gargazzone), w prowincji Bolzano, w niemieckojęzycznym regionie Trydent-Górna Adyga, we Włoszech. Znajduje się na linii Bolzano – Merano. Przystanek został otwarty 15 grudnia 2002 roku.
Według klasyfikacji RFI ma kategorię brązową.